# Bud Abbott

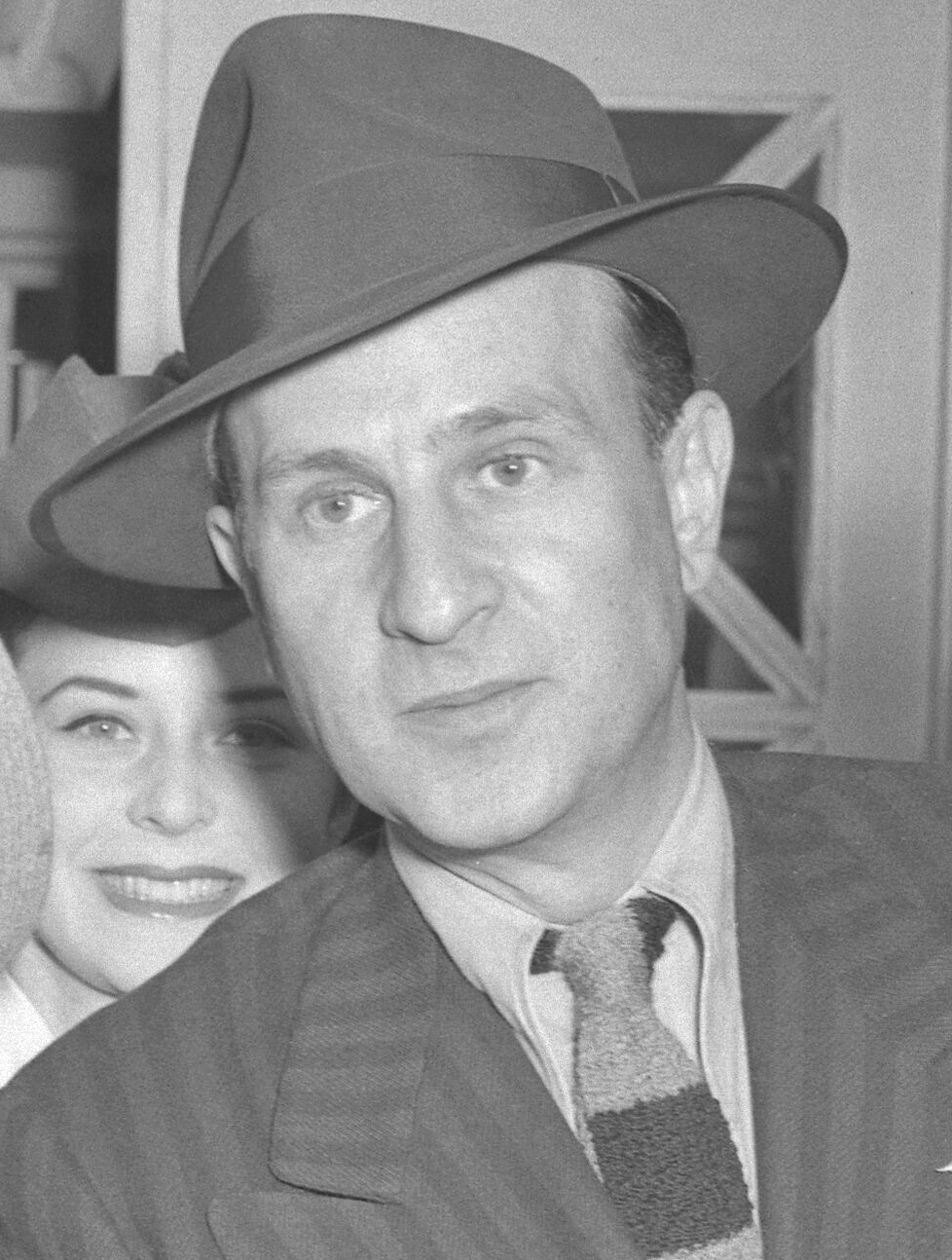
Bud Abbott (um 1942)

Bud Abbott (eigentlich William Alexander Abbott; * 2. Oktober 1895 in Asbury Park, New Jersey; † 24. April 1974 in Woodland Hills, Kalifornien) war ein US-amerikanischer Komödiant und Schauspieler. Zusammen mit Lou Costello bildete er als Abbott und Costello eines der erfolgreichsten amerikanischen Komiker-Duos.

## Leben
Bereits Abbotts Eltern gehörten beide dem Showgewerbe an: Seine Mutter war Westernreiterin für den Ringling Brothers Circus, sein Vater machte die Werbung für Barnum and Bailey. Bud Abbott trat bereits als Kind in den Vergnügungsparks von Coney Island auf und brach 1909 die Schule ab. Er arbeitete an der Kasse des Casino Theater in Brooklyn, dann als Manager verschiedener Theater in ganz Amerika. Während er das National Theater in Detroit managte, begann er, als Stichwortgeber für Vaudeville-Komödianten aufzutreten. Bereits 1931, als er in Brooklyn arbeitete, war er sehr erfolgreich als Ersatz für Lou Costellos erkrankten Partner eingesprungen.
Die beiden taten sich als neues Komikerduo zusammen und traten in den 1930er Jahren als Abbott and Costello auf Jahrmärkten, Vaudeville-Bühnen und als Pausenfüller in Kinos auf. 1938 wurden sie durch Auftritte in Kate Smith’ Radioshow landesweit bekannt und traten am Broadway auf. Am berühmtesten wurde ihr Sketch Who’s on First?, der von einem Baseballspieler namens „Who“ handelt, der Anlass für immer neue Missverständnisse zwischen den Komödianten ist.
1940 folgte bei Universal Studios ihr Filmdebüt One Night in the Tropics. 1941 wurde ihr Film Buck Privates, in dem sie neben den Andrews Sisters auftraten, ein großer Kassenerfolg (Einnahmen von zehn Millionen US-Dollar), und 1942 wurden sie zu den beliebtesten Hollywood-Stars gewählt. Sie hatten eine eigene Radioshow (auf ABC von 1941 bis 1946 und auf NBC von 1946 bis 1949) und in den Jahren 1952 und 1953 mit The Abbott and Costello Show ihre eigene Fernsehsendung.
Abbott und Costello waren in der Zeit des Zweiten Weltkriegs sehr aktiv in der Werbung für Kriegsanleihen. Aus eigenen Mitteln finanzierten sie für diesen Zweck eine landesweite Tournee. In New York wurden sie von Bürgermeister Fiorello La Guardia dafür geehrt, in nur drei Tagen 89 Millionen US-Dollar gesammelt zu haben. Nach dem Krieg drehten sie ihre erfolgreichsten Filme, Parodien auf Horror- und Abenteuerfilme. In der Abbott-and-Costello-Meet…-Reihe trafen sie auf Dr. Jekyll und Mr. Hyde, den Unsichtbaren, die Mumie und Frankensteins Monster.
1957 trennten sich die Komiker. Bereits seit langem gab es Streit über die Verteilung der Honorare. Zwei Jahre später verlangte das Finanzamt von Abbott eine Steuernachzahlung von 750.000 US-Dollar; Abbott und seine Frau mussten ihr Anwesen, ihre Ranch, ihren Schmuck, Pelze und die Anteile an den eigenen Filmen verkaufen und wurden so buchstäblich mittellos. Bis zu seinem Tod 1974 im Alter von 78 Jahren lebte Abbott von 180 US-Dollar Sozialhilfe im Monat. Abbott versuchte in den 1960er Jahren auch aus finanziellen Gründen einen beruflichen Neuanfang mit Candy Candido, doch trotz guter Kritiken verfolgte er dieses Projekt nicht weiter. Für die Zeichentrickserie Abbott and Costello synchronisierte er 1966 noch seine eigene Animation.
Abbott war Freimaurer, er gehörte der Daylight Lodge No. 525 in Michigan an. Er litt lebenslang an Epilepsie, die er der Öffentlichkeit verheimlichte und durch übermäßigen Alkoholkonsum zu kontrollieren versuchte.

## Ehrungen

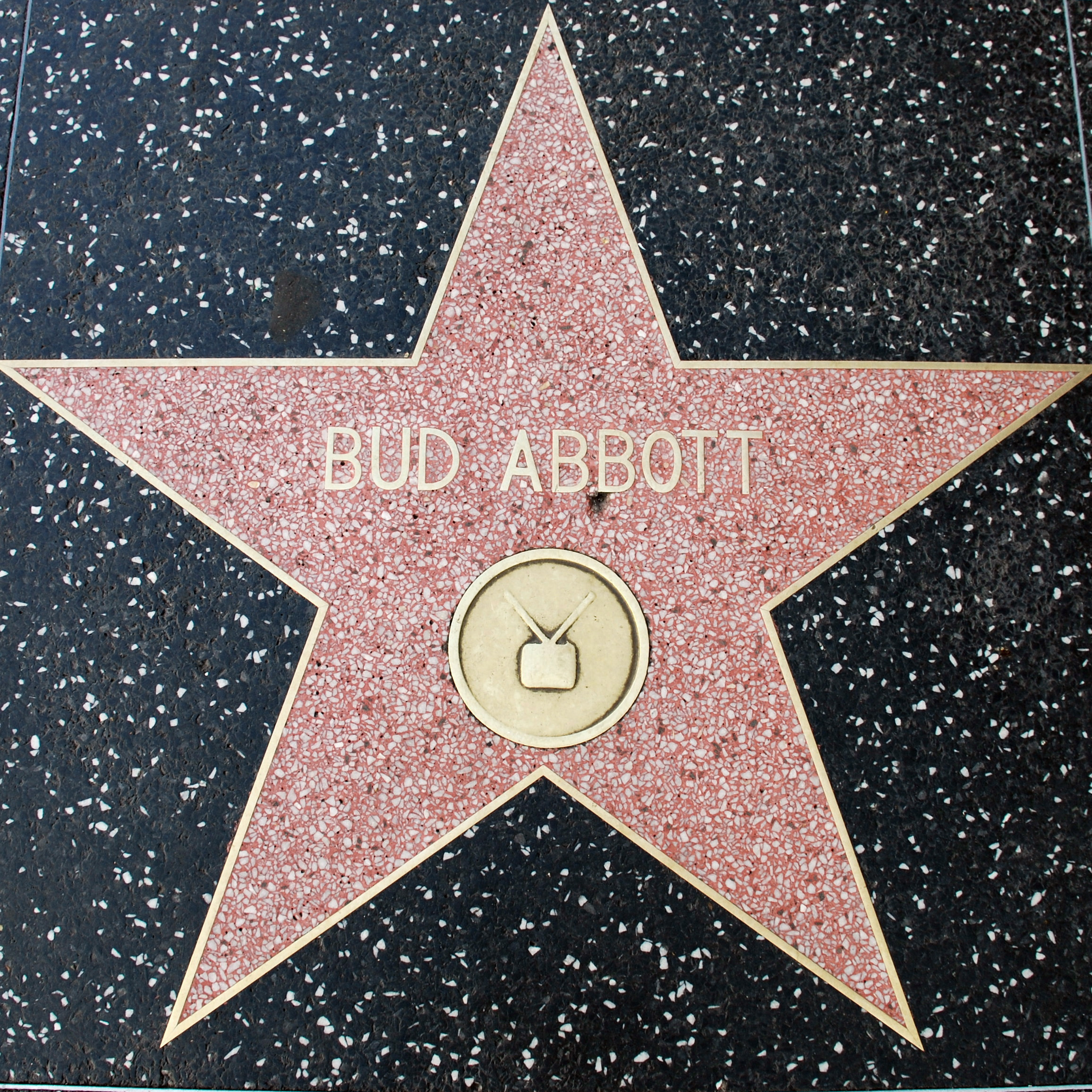
Einer von Abbotts drei Sternen auf dem Hollywood Walk of Fame

Drei Sterne auf dem Hollywood Walk of Fame (in den Kategorien Film, Fernsehen und Radio) erinnern an Bud Abbott. 1991 wurden Abbott und Costello für eine von Al Hirschfeld gezeichnete US-Briefmarkenserie berühmter Komödianten ausgewählt (die anderen waren Laurel und Hardy, Edgar Bergen mit seiner Puppe Charlie McCarthy, Jack Benny und Fanny Brice). Groucho Marx nannte Abbott „den größten Stichwortgeber aller Zeiten“.
Der am 7. März 1999 entdeckte Hauptgürtelasteroid (17023) Abbott wurde nach ihm benannt.

## Filmografie
- siehe Filmografie bei Abbott und Costello